# Trần Quang Trọng
Trần Quang Trọng là Thiếu tướng Công an nhân dân Việt Nam. Ông từng giữ chức vụ Quyền Tổng cục trưởng Tổng cục Xây dựng lực lượng (nay là Tổng cục Chính trị, Bộ Công an (Việt Nam)).

## Tiểu sử
Tháng 10 năm 2005, ông là Thiếu tướng Công an nhân dân Việt Nam, quyền Tổng cục trưởng Tổng cục xây dựng lực lượng Bộ Công an.
Tháng 3 năm 2006, ông là Phó Trưởng ban Thường trực Ban Chỉ đạo cuộc vận động "Xây dựng lực lượng CAND vì nước quên thân, vì dân phục vụ".
Từ ngày 1 tháng 12 năm 2006, ông được nghỉ hưu theo chế độ theo quyết định của thủ tướng Nguyễn Tấn Dũng (Quyết định số 1431/QĐ-TTg kí ngày 3 tháng 11 năm 2006). Chức vụ cuối cùng của ông trước khi về hưu là quyền Tổng cục trưởng Tổng cục Xây dựng Lực lượng, Bộ Công an, mang quân hàm Thiếu tướng Công an nhân dân Việt Nam.

## Phong tặng

### Lịch sử thụ phong quân hàm
- Đại tá Công an nhân dân Việt Nam
- Thiếu tướng Công an nhân dân Việt Nam